# Куба в Первой мировой войне
Куба вступила в Первую мировую войну 7 апреля 1917 года, до этого сохраняла нейтралитет. Куба объявила войну Германской империи и выступила на стороне Антанты.

## Предпосылки
Марио Гарсиа Менокаль (1866—1941) был президентом Кубы с 1913 по 1921 год. Поддержанный США и экономическим бумом, он сохранил свой пост, когда разразилась Первая мировая война. Президент Вудро Вильсон и США вступили в войну 6 апреля 1917 года. Обладая прочными связями со своими соседями и под предлогом сообщений New York Times о пополнении запасов немецких подводных лодок на Кубе, последние последовали их примеру и объявили войну 7 апреля Германской империи.

## Вступление в Первую мировую войну

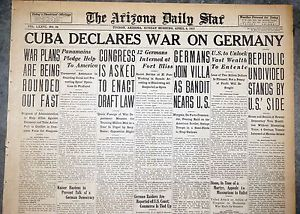
The Arizona Daily Star — Куба объявляет войну Германии в пятницу, 7 апреля 1917 года.

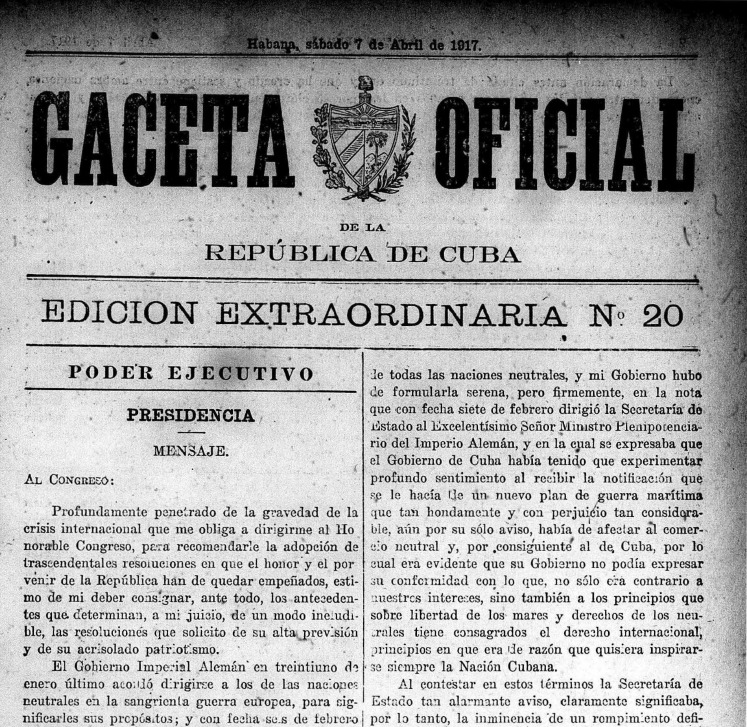
Оригинальная испанская газета 1917 года.

Из-за объявленной Германией неограниченной подводной войны и продолжающегося затопления кораблей разных нейтральных стран на американских берегах Бразилия и Куба направили немцам протест. Президент Менокаль, воодушевленный вступлением Соединённых Штатов в войну, попросил конгресс Кубы также объявить войну, с энтузиазмом заявив, что Куба не может оставаться нейтральной. Кубинский сенат единогласно принял резолюцию о том, что против Германии существует состояние войны, и кубинский конгресс одобрил объявление войны 7 апреля 1917 года.
Таким образом, Куба была одной из немногих стран Латинской Америки, которые присоединились к Союзникам в Первой мировой войне. Большинство стран региона, включая Мексику, сохранили свою нейтральную позицию.

## Военные действия на Кубе
После объявления войны все немецкие корабли в гавани Гаваны были захвачены. А также готовился законопроект, разрешающий предложение США контингента численностью 12 000 человек.
Декларация усилила внутреннюю политику, поскольку либералы, согласившиеся с этим шагом, решили прекратить критиковать правительство. В июле 1917 года правительство Менокаля приостановило действие конституционных гарантий, заявив, что эта мера направлена против немецких шпионов.
Кубинское правительство также согласилось разместить на острове морских пехотинцев США. Однако американцы, опасаясь, что это подорвёт национальную и международную позицию правительства Менокаля, объявили, что цель интервенции заключалась в том, чтобы поддержать сбор сахара в качестве основного военного вклада Кубы, таким образом получив название «Сахарная интервенция».
Кубинский Красный Крест также был реорганизован, наладил операции в Европе и поддержал силы союзников на Западном фронте.

## Война с Австро-Венгрией
Соединённые Штаты объявили войну Австро-Венгрии 7 декабря 1917 года. Панама последовала за ними 10 декабря 1917 года, а Куба сделала то же самое 16 декабря. После Первой мировой войны Куба получила определённое признание за свои усилия в виде пожертвований от Америки, однако, в целом потеряла деньги.

## Признание правительства Мексики
В разгар дипломатического кризиса, вызванного исчезновением дипломатического багажа посла Мексики Исидро Фабелы, правительство Кубы официально признало конституционалистское правительство Венустиано Каррансы. Федерико Хименес О’Фарил вручил президенту Мексики рукописное письмо кубинского президента, в котором он признал его.
Несмотря на этот дипломатический акт, отношения между двумя странами охладились из-за обращения с мексиканскими путешественниками в Гаване.